# Benson Seurei

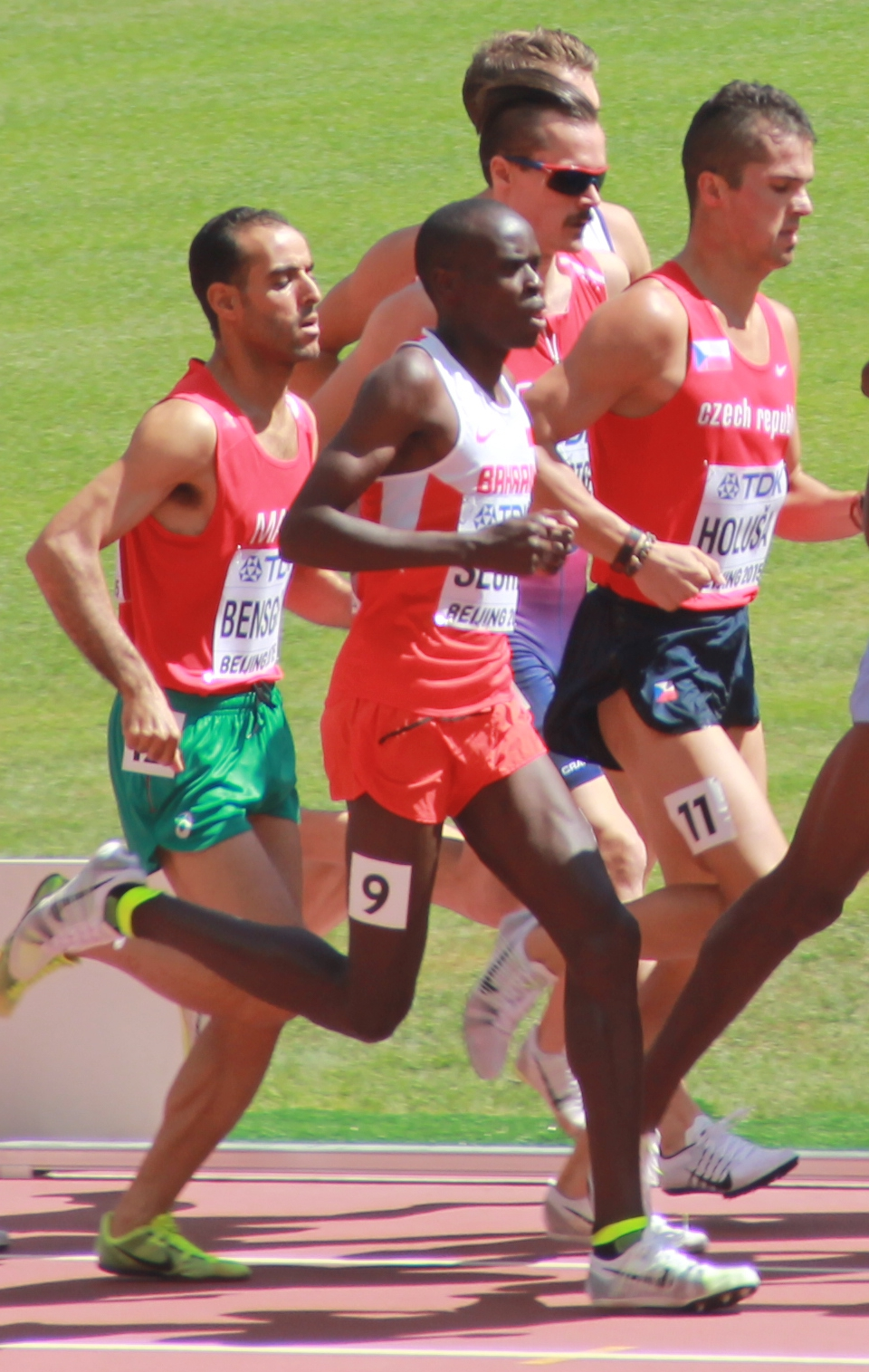
Seurei (Mitte) bei den Weltmeisterschaften 2015

Benson Kiplagat Seurei (* 27. März 1984) ist ein bahrainischer Mittelstreckenläufer kenianischer Herkunft, der sich auf die 1500-Meter-Distanz spezialisiert hat.
2014 wurde er Fünfter beim Leichtathletik-Continentalcup in Marrakesch und Vierter bei den Asienspielen in Incheon.
Bei den Leichtathletik-Weltmeisterschaften 2015 in Peking schied er im Vorlauf aus.

## Persönliche Bestzeiten
- 800 m: 1:45,67 min, 7. Juli 2012, Bottrop
  - Halle: 1:48,37 min, 11. Februar 2012, Ludwigshafen
- 1000 m: 2:16,39 min, 20. August 2012, Linz
  - Halle: 2:20,14 min, 26. Februar 2009, Prag
- 1500 m: 3:31,61 min, 20. Juli 2012, Monaco
  - Halle: 3:37,08 min, 20. Februar 2016, Doha
- 1 Meile: 3:56,78 min, 15. Juni 2013, Heidelberg
- 2000 m: 5:00,60 min, 28. Juni 2013, Reims (bahrainischer Rekord)
- 3000 m: 7:40,56 min, 3. September 2013, Zagreb
  - Halle: 7:48,96 min, 2. Februar 2012, Linz
- 3000 m Hindernis: 8:37,3 min, 1. Juli 2006, Nairobi